# Linksufrige Zürichseebahn
| Bahnhof Horgen | |                                                   |                                                   |
| | |                                                   |                                                   |
| Streckennummer (BAV): | 720 (ZH Langstrasse–Thalwil–Ziegelbrücke) 721 (Thalwil–Thalwil Süd) 722 (ZH Langstrasse–Nidelbad–Litti) 723 (Nidelbad Süd–Thalwil Nord) 725 (Nidelbad–Nidelbad Ost) 736 (Ziegelbrücke Ost–Näfels-Mollis) |                                                   |                                                   |
| Fahrplanfeld: | 720 (Zürich–Ziegelbrücke) 736 (Ziegelbrücke–Näfels-Mollis) |                                                   |                                                   |
| Streckenlänge: | 61,31 km |                                                   |                                                   |
| Spurweite: | 1435 mm (Normalspur) |                                                   |                                                   |
| Stromsystem: | 15 kV 16,7 Hz ~ |                                                   |                                                   |
| Maximale Neigung: | 17 ‰ |                                                   |                                                   |
| Zweigleisigkeit: | Zürich–Ziegelbrücke |                                                   |                                                   |
| | |                                                   |                                                   |
| \| \| 0.34 \| Zürich HB S 24 Endpunkt S 25 \| 408 m ü. M. \| \| \| \| Durchmesserlinie von Gleis 31–34 S 2 S 8 \| \| \| \| \| Strecke nach Winterthur S 24 , Strecke nach Baden \| \| \| \| \| Verbindungskurve von Zürich-Altstetten \| \| \| \| 1.96 \| Zürich Aussersihl \| Zürich Aussersihl \| \| \| \| \| \| \| \| \| Zimmerberg-Basistunnel (9478 m / 9419 m) \| \| \| \| 2.93 \| Zürich Wiedikon \| 405 m ü. M. \| \| \| \| Wiedikon-Ulmbergtunnel (848 m) \| \| \| \| \| nach Zürich Giesshübel \| \| \| \| 3.41 \| Kollerwiese \| Kollerwiese \| \| \| 3.93 \| Zürich Enge \| 409 m ü. M. \| \| \| \| Engetunnel (903 m) \| \| \| \| 5.81 \| Zürich Wollishofen \| 409 m ü. M. \| \| \| 8.86 \| Kilchberg \| 424 m ü. M. \| \| \| 9.68 \| Nidelbad \| Nidelbad \| \| \| \| Fortsetzung des Basistunnels nach Zug vorbereitet \| \| \| \| 10.64 \| Rüschlikon \| 433 m ü. M. \| \| \| \| \| \| \| \| 12.09 \| Thalwil \| 435 m ü. M. \| \| \| \| nach Zug S 24 \| \| \| \| 14.23 \| Oberrieden \| 424 m ü. M. \| \| \| 16.77 \| Horgen \| 408 m ü. M. \| \| \| 20.73 \| Au ZH \| 409 m ü. M. \| \| \| 23.97 \| Wädenswil \| 408 m ü. M. \| \| \| \| nach Einsiedeln \| \| \| \| 27.46 \| Richterswil \| 408 m ü. M. \| \| \| 28.73 \| Hafen \| Hafen \| \| \| 29.37 \| Bäch SZ \| 411 m ü. M. \| \| \| 31.71 \| Freienbach SBB \| 410 m ü. M. \| \| \| \| von Samstagern \| \| \| \| 33.44 \| Pfäffikon SZ Endpunkt S 8 \| 412 m ü. M. \| \| \| \| Zürichsee–Gotthardbahn nach Rapperswil \| \| \| \| 37.18 \| Altendorf \| 412 m ü. M. \| \| \| 39.58 \| Lachen SZ \| 416 m ü. M. \| \| \| \| A3 Lachen (62 m) \| \| \| \| 43.49 \| Siebnen-Wangen Endpunkt S 27 \| 433 m ü. M. \| \| \| 46.57 \| Schübelbach-Buttikon \| 418 m ü. M. \| \| \| 49.94 \| Reichenburg \| 420 m ü. M. \| \| \| 54.23 \| Bilten \| 421 m ü. M. \| \| \| \| Untere Linth-Kanalbrücke (62 m) \| \| \| \| \| Strecke von Rapperswil S 4 S 6 \| \| \| \| 57.14 \| Ziegelbrücke Endpunkt S 2 S 27 \| 425 m ü. M. \| \| \| \| \| \| \| \| \| Biberlikopftunnel (305 m) \| \| \| \| \| alte Streckenführung bis 1969 \| \| \| \| \| Weesen (1969 aufgehoben) \| 425 m ü. M. \| \| \| \| Linthkanal (53 m / / 72 m) \| \| \| \| \| alte Streckenführung bis 1969 \| \| \| \| \| Weesen (bis 2013 PV) \| 425 m ü. M. \| \| \| 58.9 \| Nieder- und Oberurnen \| 427 m ü. M. \| \| \| \| ehem. Gäsi nach Sargans (bis 1960) \| \| \| \| \| Strecke nach Unterterzen – Sargans S 4 \| \| \| \| \| 1918 eingestellt, 1931 abgebrochen \| \| \| \| 61.65 \| Näfels-Mollis \| 437 m ü. M. \| \| \| \| Strecke nach Linthal S 6 S 25 \| \| | |                                                   |                                                   |
| Kopfbahnhof Streckenanfang | 0.34 | Zürich HB S 24 Endpunkt S 25                      | 408 m ü. M.                                       |
| Abzweig geradeaus und von links | | Durchmesserlinie von Gleis 31–34 S 2 S 8          | Durchmesserlinie von Gleis 31–34 S 2 S 8          |
| Abzweig geradeaus und nach rechts | | Strecke nach Winterthur S 24 , Strecke nach Baden | Strecke nach Winterthur S 24 , Strecke nach Baden |
| Abzweig geradeaus und von rechts | | Verbindungskurve von Zürich-Altstetten            | Verbindungskurve von Zürich-Altstetten            |
| Dienststation / Betriebs- oder Güterbahnhof | 1.96 | Zürich Aussersihl                                 | Zürich Aussersihl                                 |
| Strecke von links · Abzweig geradeaus und nach rechts | |                                                   |                                                   |
| Tunnelanfang · Strecke | | Zimmerberg-Basistunnel (9478 m / 9419 m)          | Zimmerberg-Basistunnel (9478 m / 9419 m)          |
| Strecke (im Tunnel) · Bahnhof | 2.93 | Zürich Wiedikon                                   | 405 m ü. M.                                       |
| Strecke (im Tunnel) · Tunnelanfang | | Wiedikon-Ulmbergtunnel (848 m)                    | Wiedikon-Ulmbergtunnel (848 m)                    |
| Strecke (im Tunnel) · Abzweig geradeaus und nach rechts (im Tunnel) | | nach Zürich Giesshübel                            | nach Zürich Giesshübel                            |
| Dienststation / Betriebs- oder Güterbahnhof (im Tunnel) · Tunnelende | 3.41 | Kollerwiese                                       | Kollerwiese                                       |
| Strecke (im Tunnel) · Haltepunkt / Haltestelle | 3.93 | Zürich Enge                                       | 409 m ü. M.                                       |
| Strecke (im Tunnel) · Tunnel | | Engetunnel (903 m)                                | Engetunnel (903 m)                                |
| Strecke (im Tunnel) · Bahnhof | 5.81 | Zürich Wollishofen                                | 409 m ü. M.                                       |
| Strecke (im Tunnel) · Bahnhof | 8.86 | Kilchberg                                         | 424 m ü. M.                                       |
| Dienststation / Betriebs- oder Güterbahnhof (im Tunnel) · Strecke | 9.68 | Nidelbad                                          | Nidelbad                                          |
| Abzweig geradeaus und ehemals nach rechts (im Tunnel) · Strecke | | Fortsetzung des Basistunnels nach Zug vorbereitet | Fortsetzung des Basistunnels nach Zug vorbereitet |
| Tunnelende · Haltepunkt / Haltestelle | 10.64 | Rüschlikon                                        | 433 m ü. M.                                       |
| Strecke nach links · Abzweig geradeaus und von rechts | |                                                   |                                                   |
| Bahnhof | 12.09 | Thalwil                                           | 435 m ü. M.                                       |
| Abzweig geradeaus und nach rechts | | nach Zug S 24                                     | nach Zug S 24                                     |
| Haltepunkt / Haltestelle | 14.23 | Oberrieden                                        | 424 m ü. M.                                       |
| Bahnhof | 16.77 | Horgen                                            | 408 m ü. M.                                       |
| Bahnhof | 20.73 | Au ZH                                             | 409 m ü. M.                                       |
| Bahnhof | 23.97 | Wädenswil                                         | 408 m ü. M.                                       |
| Abzweig geradeaus und nach rechts | | nach Einsiedeln                                   | nach Einsiedeln                                   |
| Bahnhof | 27.46 | Richterswil                                       | 408 m ü. M.                                       |
| Dienststation / Betriebs- oder Güterbahnhof | 28.73 | Hafen                                             | Hafen                                             |
| Haltepunkt / Haltestelle | 29.37 | Bäch SZ                                           | 411 m ü. M.                                       |
| Bahnhof | 31.71 | Freienbach SBB                                    | 410 m ü. M.                                       |
| Abzweig geradeaus und von rechts | | von Samstagern                                    | von Samstagern                                    |
| Bahnhof | 33.44 | Pfäffikon SZ Endpunkt S 8                         | 412 m ü. M.                                       |
| Abzweig geradeaus und nach links | | Zürichsee–Gotthardbahn nach Rapperswil            | Zürichsee–Gotthardbahn nach Rapperswil            |
| Haltepunkt / Haltestelle | 37.18 | Altendorf                                         | 412 m ü. M.                                       |
| Bahnhof | 39.58 | Lachen SZ                                         | 416 m ü. M.                                       |
| Brücke | | A3 Lachen (62 m)                                  | A3 Lachen (62 m)                                  |
| Bahnhof | 43.49 | Siebnen-Wangen Endpunkt S 27                      | 433 m ü. M.                                       |
| Haltepunkt / Haltestelle | 46.57 | Schübelbach-Buttikon                              | 418 m ü. M.                                       |
| Bahnhof | 49.94 | Reichenburg                                       | 420 m ü. M.                                       |
| Bahnhof | 54.23 | Bilten                                            | 421 m ü. M.                                       |
| Brücke über Wasserlauf | | Untere Linth-Kanalbrücke (62 m)                   | Untere Linth-Kanalbrücke (62 m)                   |
| Abzweig geradeaus und von links | | Strecke von Rapperswil S 4 S 6                    | Strecke von Rapperswil S 4 S 6                    |
| Bahnhof | 57.14 | Ziegelbrücke Endpunkt S 2 S 27                    | 425 m ü. M.                                       |
| Strecke von links · Abzweig ehemals geradeaus, nach links und nach rechts · Strecke von rechts | |                                                   |                                                   |
| Strecke · Strecke (außer Betrieb) · Tunnel | | Biberlikopftunnel (305 m)                         | Biberlikopftunnel (305 m)                         |
| Strecke · Abzweig ehemals nach links und von links · Abzweig nach rechts und ehemals von rechts | | alte Streckenführung bis 1969                     | alte Streckenführung bis 1969                     |
| Strecke · Strecke · Bahnhof (Strecke außer Betrieb) | | Weesen (1969 aufgehoben)                          | 425 m ü. M.                                       |
| Brücke über Wasserlauf · Brücke über Wasserlauf · Brücke über Wasserlauf (Strecke außer Betrieb) | | Linthkanal (53 m / / 72 m)                        | Linthkanal (53 m / / 72 m)                        |
| Strecke · Abzweig nach links und ehemals von links · Abzweig ehemals nach rechts und von rechts | | alte Streckenführung bis 1969                     | alte Streckenführung bis 1969                     |
| Strecke · Strecke (außer Betrieb) · Dienststation / Betriebs- oder Güterbahnhof | | Weesen (bis 2013 PV)                              | 425 m ü. M.                                       |
| Bahnhof · Strecke (außer Betrieb) · Strecke | 58.9 | Nieder- und Oberurnen                             | 427 m ü. M.                                       |
| Strecke · Abzweig geradeaus und nach links (Strecke außer Betrieb) · Kreuzung (Querstrecke außer Betrieb) | | ehem. Gäsi nach Sargans (bis 1960)                | ehem. Gäsi nach Sargans (bis 1960)                |
| Strecke · Strecke (außer Betrieb) · Strecke nach links | | Strecke nach Unterterzen – Sargans S 4            | Strecke nach Unterterzen – Sargans S 4            |
| Strecke nach links · Abzweig ehemals geradeaus und von rechts | | 1918 eingestellt, 1931 abgebrochen                | 1918 eingestellt, 1931 abgebrochen                |
| Bahnhof | 61.65 | Näfels-Mollis                                     | 437 m ü. M.                                       |
| Strecke | | Strecke nach Linthal S 6 S 25                     | Strecke nach Linthal S 6 S 25                     |

Die Linksufrige Zürichseebahn, auch Linksufrige Seebahn (oft schlicht Linksufrige oder Seebahn) genannt, ist eine am 20. September 1875 von der Schweizerischen Nordostbahn (NOB) eröffnete Eisenbahnstrecke von Zürich Hauptbahnhof über Ziegelbrücke nach Näfels. Mit der Verstaatlichung der NOB wurde die Seebahn 1902 Bestandteil der neu gegründeten Schweizerischen Bundesbahnen (SBB).
Bevor die Bahnstrecke entlang dem linken Ufer des Zürichsees eröffnet wurde, verkehrten die ersten Schnellzüge zwischen Zürich und Chur über Uster. Als die Rechtsufrige Zürichseebahn 1894 eröffnet wurde, hatte sich in Zürich der Begriff Seebahn längst für die Strecke am linken Ufer etabliert und durch entsprechende Strassen- und Objektbezeichnungen ist er bis heute erhalten.

## Streckenverlauf

### Zürich–Thalwil

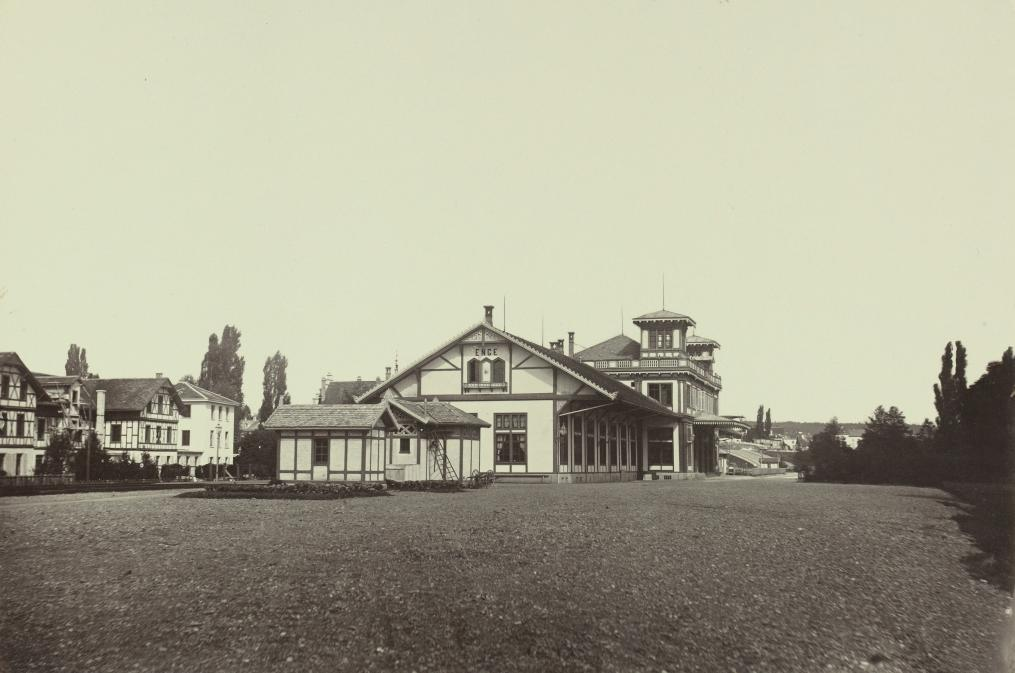
Station Zürich Enge bei der Eröffnung

Bahnstrecke zwischen Enge und Wiedikon. Man sieht den Ulmbergtunnel (heute Strassentunnel) sowie die Überführung der Sihltal- und Üetlibergstrecke.

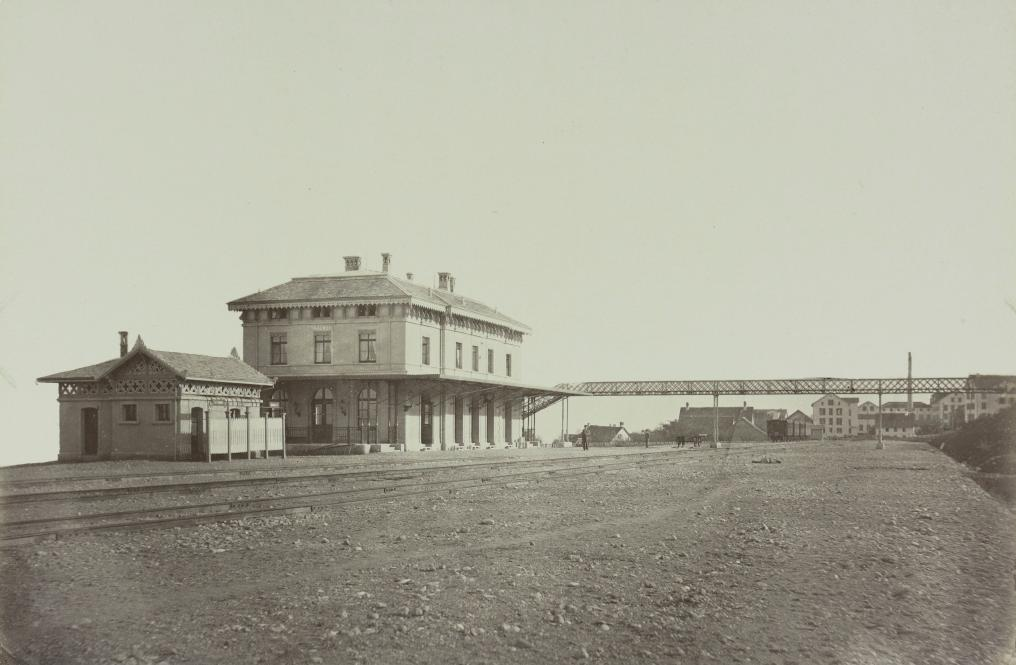
Station Thalwil, 1875

Die Seebahn verlässt das Zürcher Gleisfeld als südlichste Doppelspur am Kohlendreieck, das von den Strecken Hauptbahnhof–Wiedikon, Wiedikon–Altstetten und einer Verbindung Hauptbahnhof–Altstetten gebildet wird. Das Kohlendreieck diente während des Dampfbetriebs der Lagerung der Kohle, heute befindet sich an dieser Stelle das SBB Unterwerk Kohlendreieck. Nach dem Kohlendreieck mündet die am 1. Juni 1897 eröffnete Verbindungslinie von Zürich-Altstetten in die Linksufrige Zürichseebahn ein. Sie erlaubt den Güterzügen die Umfahrung des Kopfbahnhofes Zürich, und wurde vereinzelt auch von Personenzügen benutzt. So beispielsweise der Arlberg-Orient-Express der im Bahnhof Zürich Enge hielt.
Bei der Eröffnung 1875 verliefen die Gleise zwischen Zürich HB und Wollishofen noch nicht in Tieflage. Sie kreuzten zwölf Strassen und drei Strassenbahnlinien niveaugleich, was nach dem beim Bau kaum vorauszusehenden Aufkommen des Automobils ab der Jahrhundertwende zu erheblichen Verkehrsbehinderungen führte. Dies wurde besonders störend, nachdem 1897 die Bahnstrecke Thalwil–Zug eröffnet wurde, so dass auch die Züge von Zürich in Richtung Gotthard über die Seebahn fuhren. Die NOB plante ursprünglich den Bau eines aufgeständerten Trassee, die Stadt Zürich setzte sich aber mit dem Wunsch nach einer Führung in Tieflage durch. Die neue Streckenführung mit Seebahn-Einschnitt, Wiedikon-Ulmberg-Tunnel und Enge-Tunnel konnte am 1. März 1927 eröffnet werden. Der alte Ulmbergtunnel wurde zum Strassentunnel umgebaut und ist heute noch in Betrieb (Weströhre des Ulmbergtunnels ). Zeugen der ursprünglichen Streckenführung sind ein Bahnwärterhaus  sowie die Baulinie der Häuser Alfred Escher-Str. 4, 6 und 10, wie auch Gotthardstrasse 62 .
Seit 1927 verlaufen die Gleise im Seebahn-Einschnitt und gehen unter dem Stationsgebäude der als Reiterbahnhof ausgeführten Station Wiedikon in den Ulmbergtunnel über, welcher in den Einschnitt der Bahnstation Enge mündet. Davon abzweigend nach dem Bahnhof Wiedikon führt das Verbindungsgleis durch den Manessetunnel zur SZU in den Bahnhof Giesshübel. Nach dem Bahnhof Enge und dem anschliessenden Engetunnel mündet die Strecke wieder in die ursprüngliche Linienführung von 1875, bevor sie den Bahnhof Zürich Wollishofen erreicht. Parallel zum Seebahn-Einschnitt in der Stadt Zürich verläuft die Seebahnstrasse, die zwischen 1982 und 2009 den Transitverkehr von der Autobahn A3 zur Autobahn A1 durch die Stadt Zürich führte.
Südlich von Wollishofen verlässt die Seebahn die Stadt Zürich. Es folgen die Bahnstationen Kilchberg und Rüschlikon, bevor die Strecke den Bahnhof Thalwil erreicht.
Seit 2004 zweigt noch in der Stadt Zürich im Seebahn-Einschnitt der Zimmerberg-Basistunnel ab, dessen realisierte erste Etappe eine zur Seebahn parallele zweite Doppelspur bildet. Diese Strecke führt ohne Zwischenstationen direkt nach Thalwil und wird von den Schnell- und Güterzügen genutzt. Sie mündet unmittelbar vor dem Bahnhof Thalwil wieder in die alte Strecke der Seebahn ein.

### Thalwil–Ziegelbrücke–Näfels

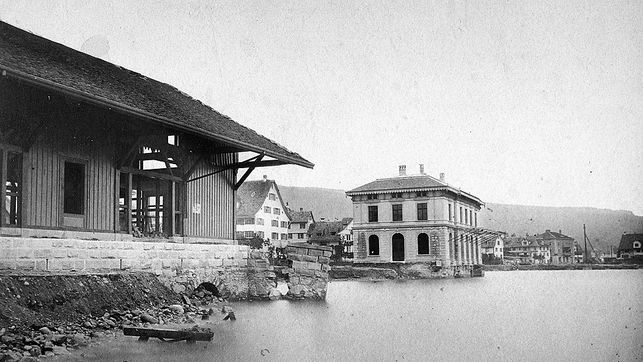
In Horgen hatten sich unmittelbar nach der Eröffnung Bahnhofgebäude und Güterschuppen einen Meter gesenkt und mussten abgebrochen werden.

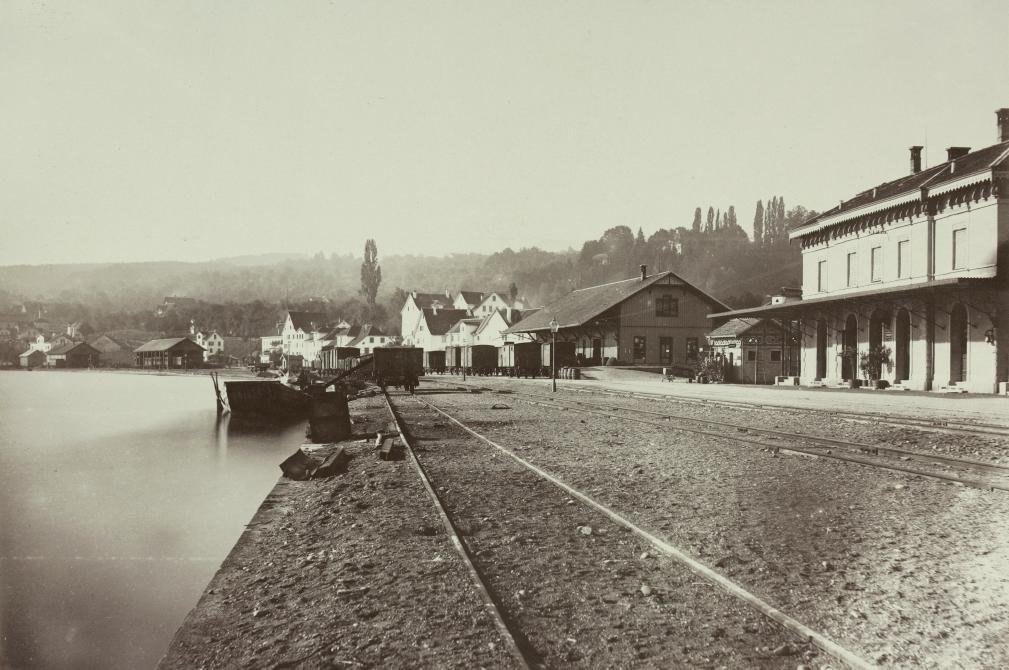
Station Wädenswil bei der Eröffnung

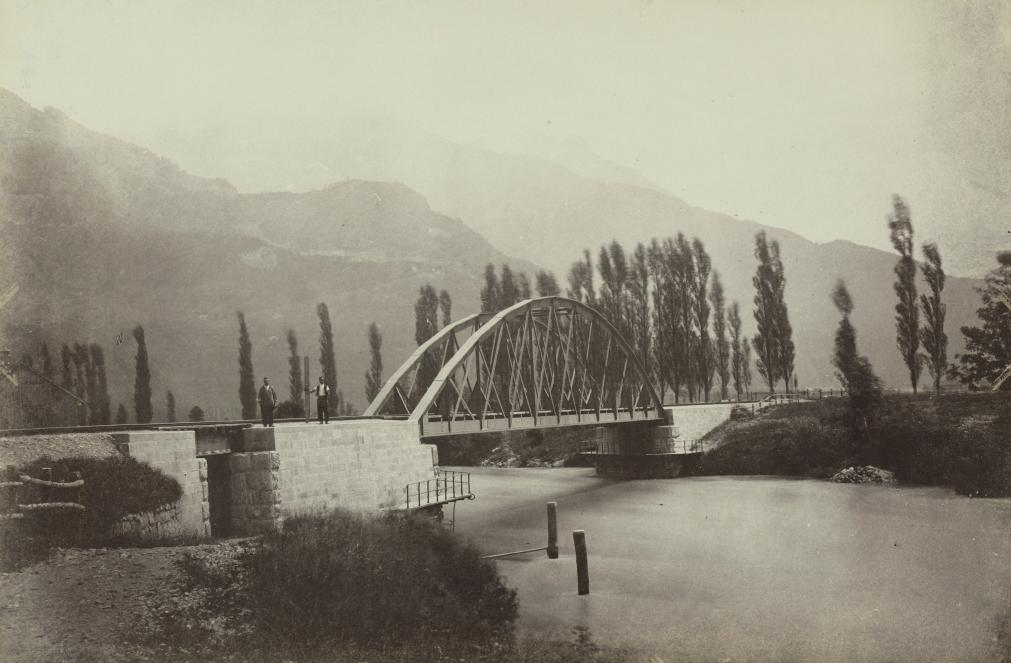
Obere Linthbrücke

Am Südende des Bahnhofs von Thalwil zweigt die Strecke Thalwil–Zug ab, die 1897 von der NOB als Zürcher Zubringer zur Gotthardbahn (GB) eröffnet wurde. Die kreuzungsfreie Entflechtung der beiden Strecken bewerkstelligt die älteste Überwerfung im SBB Netz, die am 7. Dezember 1962 zusammen mit der Doppelspur Thalwil–Horgen Oberdorf der Strecke nach Zug in Betrieb genommen wurde. Die Strecke nach Zug führt durch den Zimmerbergtunnel und den Albistunnel in die Stadt Zug, wo der Anschluss an die Strecke Zug–Arth-Goldau der GB erstellt wird.
Entlang der Seebahn folgen die Bahnstationen Oberrieden und Horgen, von wo aus die Strecke meist unmittelbar am Seeufer verläuft. In Horgen zeigten sich am 20. September 1875 – zwei Tage nach der Einweihung – beim Dampfschiffsteg Risse. Noch am gleichen Tag versanken drei Gleise der Station mit 6500 Quadratmetern aufgeschüttetem Land im Zürichsee. In den folgenden zwei Tagen verschluckte das Wasser das Toilettenhäuschen. Güterschuppen und Bahnhof hatten sich einen Meter abgesenkt, so dass sie abgebrochen werden mussten. Erst nach 13 Jahren kam Horgen zu einem Bahnhofsgebäude. Der weitere Ausbau der Strecke erfolgte schrittweise. So war die Strecke bei Käpfnach bereits vor dem 26. Juni 1924 elektrifiziert. Der Doppelspurausbau erfolgte aber erst später.
Nach der Bahnstation Au ZH folgt Wädenswil, wo die 1877 von der Wädenswil-Einsiedeln-Bahn (WE) eröffnete Bahnstrecke Wädenswil–Einsiedeln abzweigt. Weiter folgen die Bahnstationen Richterswil, Bäch und Freienbach SBB, ehe die Seebahn den Eisenbahnknotenpunkt Pfäffikon SZ erreicht. In Pfäffikon zweigt seit 1878 die von der Zürichsee–Gotthardbahn (ZGB) eröffnete Bahnstrecke nach Rapperswil ab, die über den Seedamm von Rapperswil führt, an dessen Bau die ZGB beteiligt war. Die Fortsetzung vom Zürichsee nach Samstagern in Richtung Gotthardbahn wurde 1891 nicht mehr von der ZGB, sondern bereits von der Schweizerischen Südostbahn (SOB) eröffnet, die 1890 aus der Fusion der ZGB mit der WE entstanden war.
Entlang des Zürcher Obersees folgt die Bahnstation von Altendorf, wo sich die Kraftwerkszentrale der Etzelwerk AG befindet. Die ursprünglich von den Nordostschweizerischen Kraftwerken (NOK) und den SBB gegründete Gesellschaft ist seit 1987 eine 100-prozentige Tochter der SBB und erzeugt im gleichnamigen Pumpspeicherkraftwerk hauptsächlich Bahnstrom durch Ausnutzung des Höhenunterschieds zwischen Sihlsee und Zürichsee.
Mit dem Bahnhof von Lachen folgt die letzte Ortschaft am Zürcher Obersee. Die Bahnstrecke verläuft danach durch die Linthebene mit dem Bahnstationen Siebnen-Wangen, Schübelbach-Buttikon, Reichenburg, Bilten und Ziegelbrücke. Während im Eisenbahnknoten Ziegelbrücke die Regionalzüge und der S-Bahn-Verkehr enden, fahren die Schnellzüge auf der Bahnstrecke Ziegelbrücke–Sargans weiter. Die ursprüngliche Seebahn der NOB führt einspurig durch die Bahnstation Nider- und Oberurnen an den alten Streckenendpunkt in die Bahnstation Näfels-Mollis. Heute ist dieser einspurige Abschnitt ein Bestandteil der Regionalzugslinie Rapperswil–Glarus–Linthal, und die Bahnstation Näfels-Mollis ist längst keine Endstation mehr.
In Näfels erinnert ein Industriegleis daran, dass einst eine Eisenbahnstrecke von Näfels nach Weesen führte, welche 1859 von den Vereinigten Schweizerbahnen (VSB) als Teil der Strecke Rüti ZH–Rapperswil–Ziegelbrücke–Weesen–Näfels–Glarus erstellt worden war. Der Personenverkehr auf dieser Strecke wurde 1918 zwischen Weesen und Näfels eingestellt. Der stillgelegte Abschnitt Weesen–Näfels wurde 1931 abgebrochen.

## Unfälle
Am 16. März 1909 fuhr in Au ZH der Schnellzug Sargans–Zürich wegen falscher Weichenstellung in einige auf dem Schuppengeleise stehende Güterwagen. Zwei in einem Güterwagen arbeitende Personen starben, zwei wurden verletzt.
Am 6. August 1957 fuhr zwischen Lachen und Altendorf ein Personenzug auf einen auf offener Strecke stehenden Schnellzug auf, der nach Chur unterwegs war. Der Schnellzug musste eine Schnellbremsung durchführen, da das Signal unmittelbar vor der Durchfahrt auf Halt gestellt worden war. 36 Personen wurden verletzt.
Am 2. Februar 1999 prallte ein RBe 4/4-Pendelzug der S-Bahn-Linie S1 beim Bahnhof Zürich Wiedikon seitlich in einen entgleisten Wagen eines Schnellzugs Zürich–Luzern. Der S-Bahn-Zug wurde auf drei Wagenlängen aufgeschlitzt. Ein schwer verletzter Postbeamter, der im Gepäckabteil des S-Bahn-Steuerwagens war, verstarb später im Spital. Die Entgleisung des letzten Wagens des Schnellzugs wurde durch einen Schienenbruch verursacht.
Am 17. Mai 2003 prallte eine leere Komposition der Südostbahn (SOB) in Pfäffikon SZ in einen stehenden InterRegio-Zug Basel–Chur der SBB. Obwohl das Einfahrsignal dem aus Samstagern kommenden SOB-NPZ die Einfahrt auf das besetzte Geleise angekündigt hatte, bemerkte der Triebfahrzeugführer erst kurz vor dem Aufprall den stehenden Interregio. 18 Menschen, vor allem im Interregio, wurden verletzt. An den Fahrzeugen entstand grosser Sachschaden.

## Betrieb
Die Seebahn wurde in den 1990er-Jahren automatisiert und die wenigen unbesetzten Stellwerke an den grossen Stationen werden aus den Fernsteuerzentren Zürich (HB–Pfäffikon) und Ziegelbrücke (Pfäffikon–Ziegelbrücke–Näfels) gesteuert.

### Zürich–Thalwil
Der Abschnitt zwischen Zürich und Thalwil hat am meisten Verkehr zu bewältigen, er ist für den Personenverkehr über Zürich der wichtigste Zubringer zur Gotthardbahn geblieben und bewältigt den überregionalen Verkehr nach Zug–Luzern. Im S-Bahn-Verkehr ist die Strecke Teil der kürzesten Verbindung nach Zug, wobei aufgrund des Kapazitätsengpasses (einspuriger Zimmerbergtunnel) der etwas längeren Strecke durch das Knonauer Amt betrieblich und planerisch der Vorzug gegeben wird. Aus demselben Grund wird meist auch der Güterverkehr in Richtung Gotthard mit einem Umweg über die Aargauische Südbahn geleitet.
Seit Eröffnung des Zimmerberg-Basistunnels 2004 nimmt dieser den kompletten Schnellzug- und Güterverkehr auf, während die eigentliche Seebahn praktisch nur noch von der S-Bahn Zürich befahren wird. Einen massiven Engpass verursacht allerdings die nicht kreuzungsfreie Einbindung des Basistunnels in die Seebahn bei Thalwil, welche zudem vier Spuren auf zwei Spuren reduziert. Dadurch dient der Tunnel keiner Kapazitätssteigerung, sondern in erster Linie dem Lärmschutz. Hier hätte der zweite Teil des Zimmerberg-Basistunnels Entlastung gebracht. Dieser ist aber wegen der Finanzierung zurückgestellt worden.

### Thalwil–Pfäffikon–Ziegelbrücke

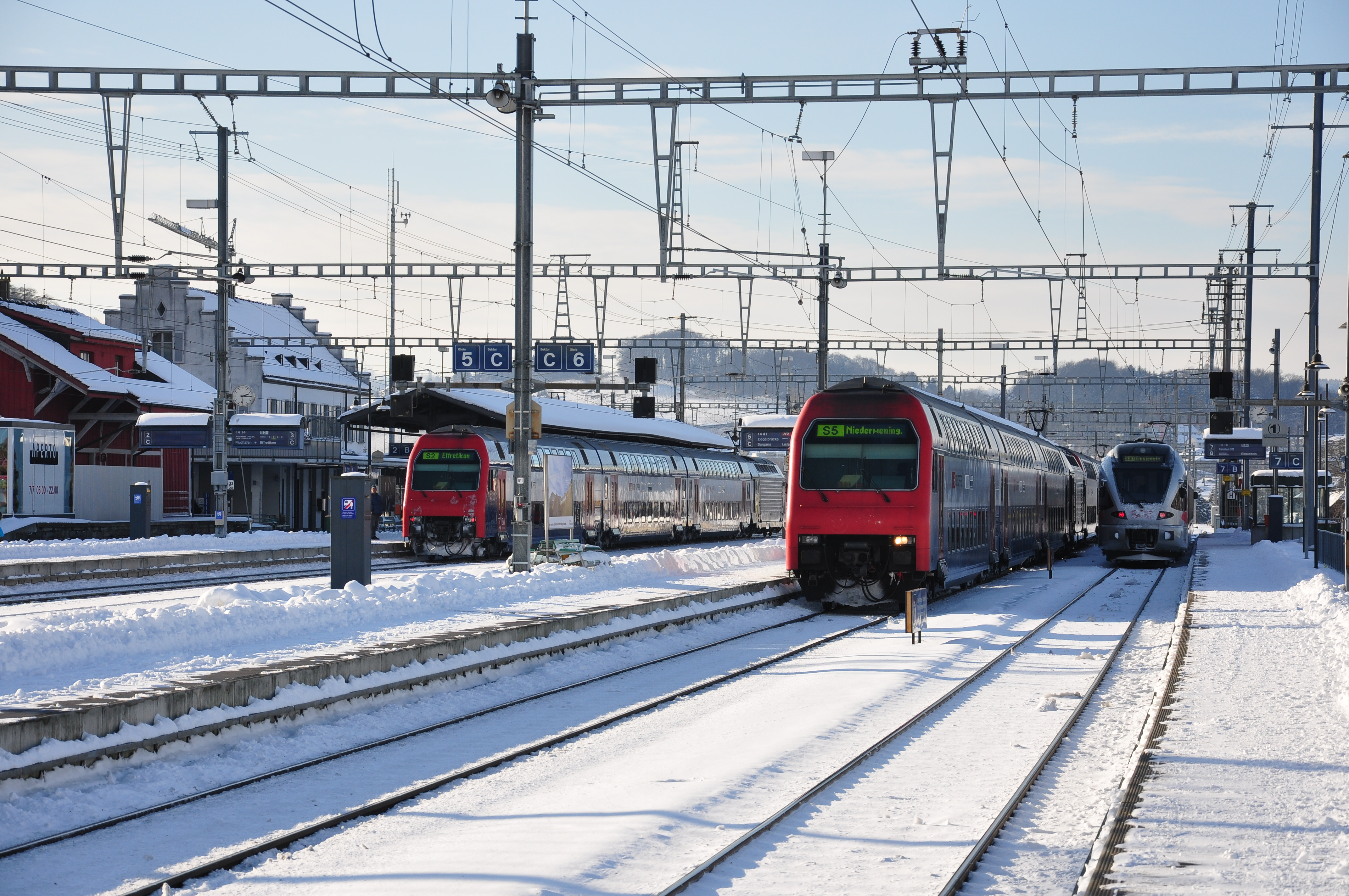
Bahnhof Pfäffikon (SZ) mit der S2 nach Zürich–Effretikon links im Bild, der S5 und der S40.

Der Verkehr zwischen Thalwil und Ziegelbrücke umfasst sämtliche Züge aus dem Grossraum Zürich über die Bahnstrecke nach Sargans ins Bündner und St. Galler Rheintal, darunter die InterCitys nach Chur, RegioExpress-Züge, sowie einige internationale Züge nach Österreich, die via Buchs SG – Feldkirch verkehren. Des Weiteren dient die Strecke auch dem überregionalen Güterverkehr und den Güterzügen aus dem Mittelland zum Güterbahnhof Buchs SG.
Den Regionalverkehr bestreitet die S-Bahn Zürich. Von den vier S-Bahnlinien verkehrt eine mit Halt an allen Stationen von Zürich bis Pfäffikon, die zweite verkehrt beschleunigt auf demselben Abschnitt und weiter bis Ziegelbrücke. Die S25 fährt zwischen Zürich HB und Ziegelbrücke mit ähnlicher Haltepolitik wie die RegioExpress-Züge und hält anschliessend an allen Stationen zwischen Ziegelbrücke und Linthal.

#### March-Shuttle
Seit Sommer 2014 wird die obere March zwischen Ziegelbrücke und Siebnen-Wangen nicht mehr durch die S2 der S-Bahn Zürich, sondern durch den halbstündlich verkehrenden March-Shuttle erschlossen. Er vermittelt in Siebnen-Wangen Anschluss an den RegioExpress Chur–Zürich und die beschleunigte S25 Linthal–Ziegelbrücke–Zürich fahrenden Schnellzüge. Obwohl die von der Südostbahn (SOB) betriebene Verbindung weder zur Zürcher noch zur St. Galler S-Bahn gehört, wird sie als S27 bezeichnet. Wegen schlechter Auslastung verkehrt die S27 seit dem Fahrplanjahr 2018 nur noch in den Hauptverkehrszeiten.

### Ziegelbrücke–Näfels
Zwischen Ziegelbrücke und der Bahnstation Näfels-Mollis dient der Streckenabschnitt vor allem dem Regionalverkehr zwischen Rapperswil und Glarus.

## S-Bahn Zürich
- S 2 Zürich Flughafen – Zürich HB – Pfäffikon SZ – Ziegelbrücke    Hält zwischen Pfäffikon SZ und Zürich Enge nur in Richterswil, Wädenswil, Horgen und Thalwil; ohne Halt zwischen Siebnen-Wangen und Ziegelbrücke.
- S 8 Winterthur – Wallisellen – Zürich HB – Thalwil – Pfäffikon SZ
- S 24 Thayngen – Schaffhausen/Weinfelden – Winterthur – Zürich Flughafen – Zürich HB – Thalwil – Horgen Oberdorf – Zug
- S 25 Zürich HB – Pfäffikon SZ – Ziegelbrücke – Glarus – Linthal   stündliche Schnellzüge (ehemaliger Glarner Sprinter).
- S 27 Siebnen-Wangen – Ziegelbrücke    offiziell nicht Teil der S-Bahn Zürich
- SN8 (Oerlikon –) Zürich HB – Enge – Thalwil – Horgen – Wädenswil – Pfäffikon SZ – Lachen SZ (ZVV-Nachtnetz)

## Bildergalerie

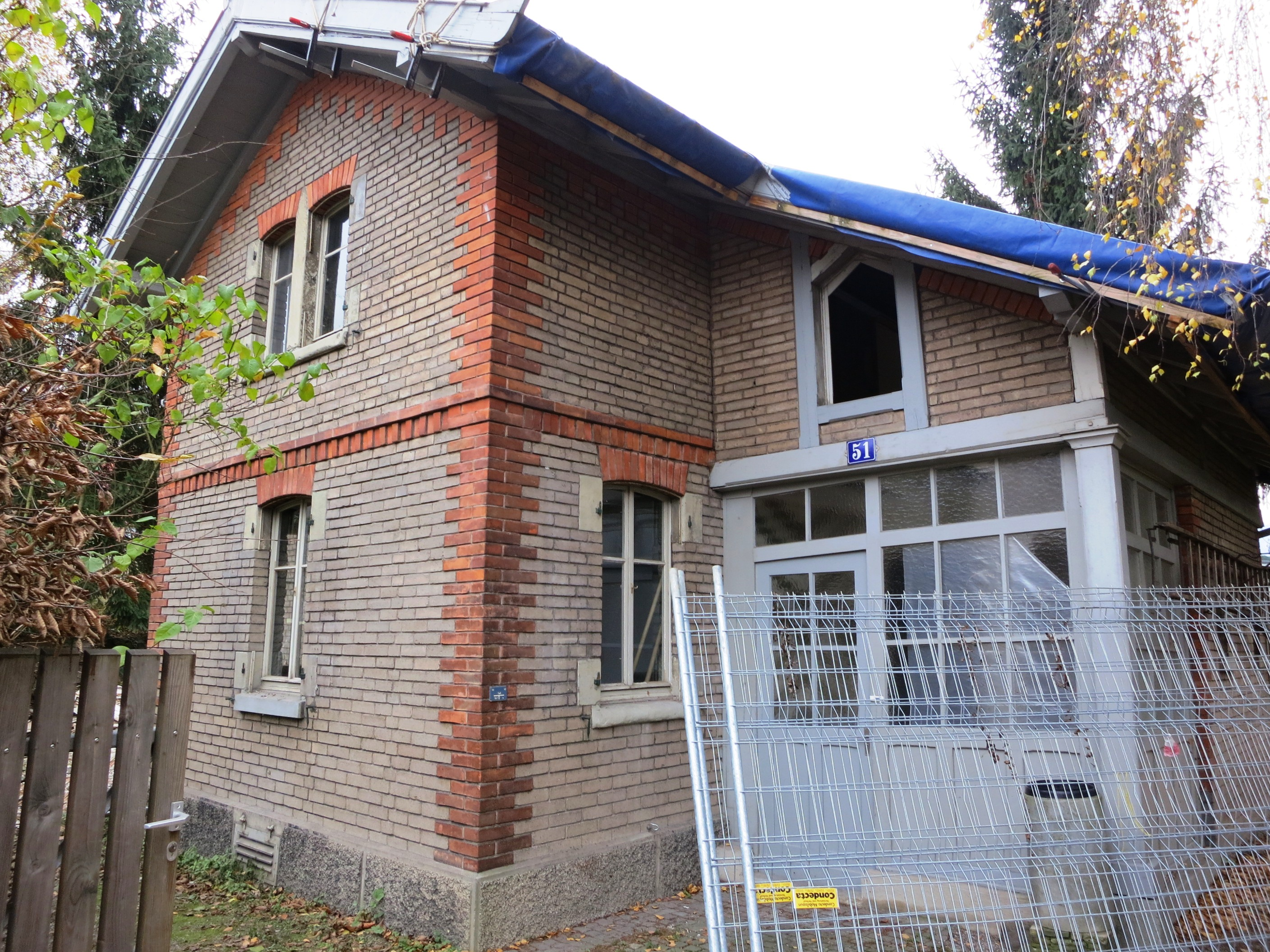
Ehemaliges Bahnwärterhaus beim Ulmbergtunnel (2014 abgerissen)
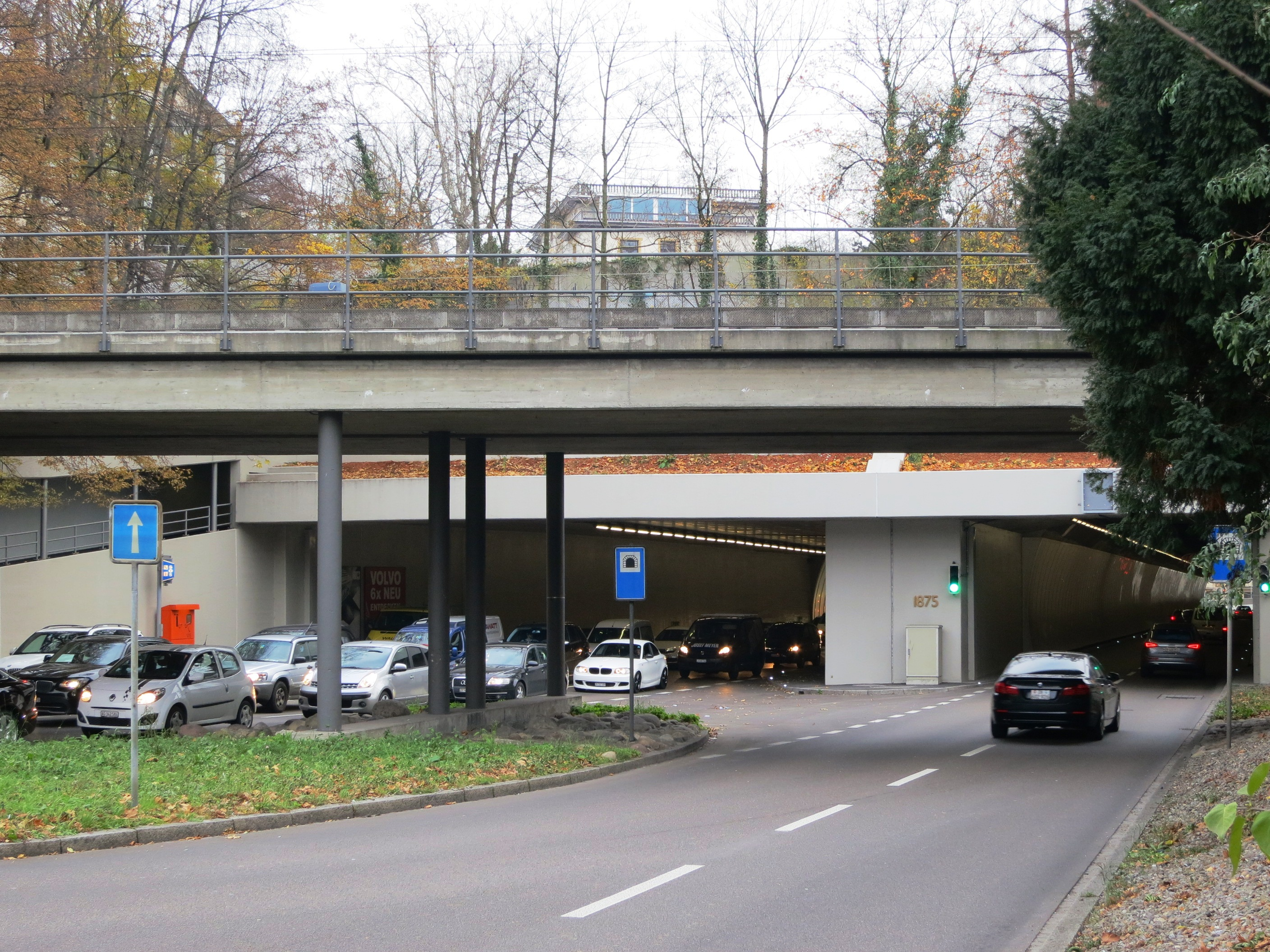
Ulmbergtunnel von 1875
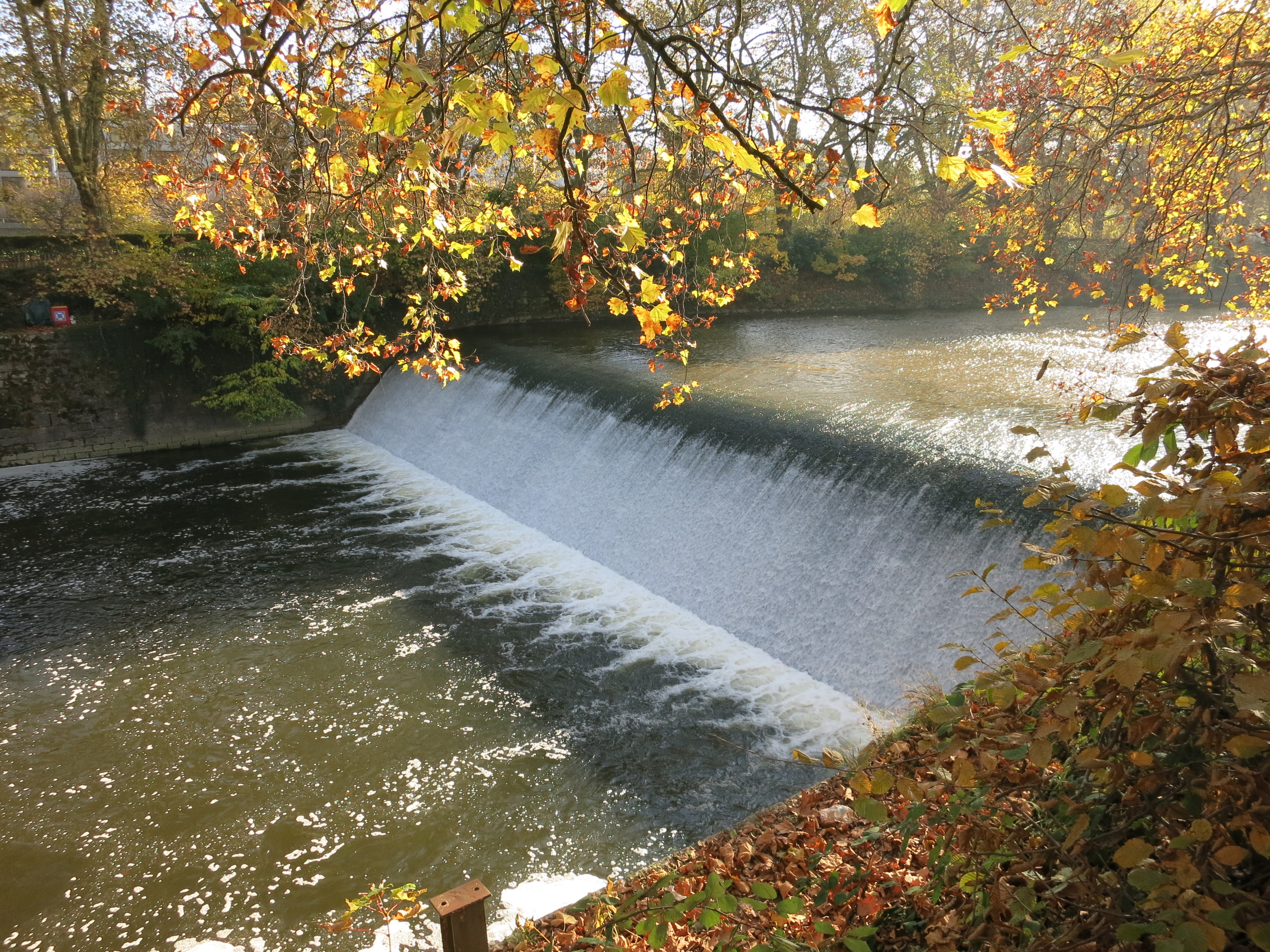
Seebahntunnel unter der Sihl beim Sihlhölzli
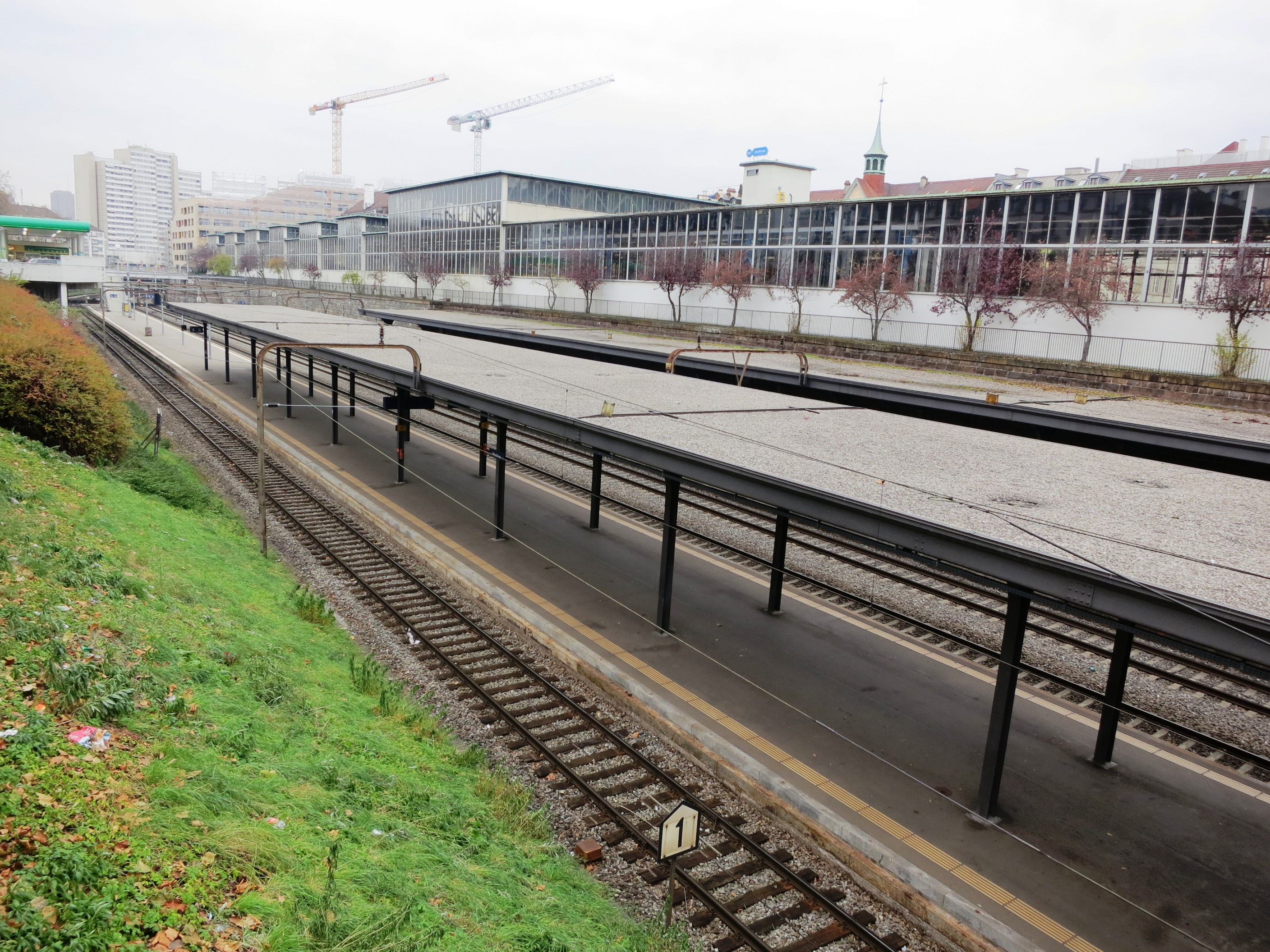
Tiefergelegter Seebahnabschnitt Wiedikon
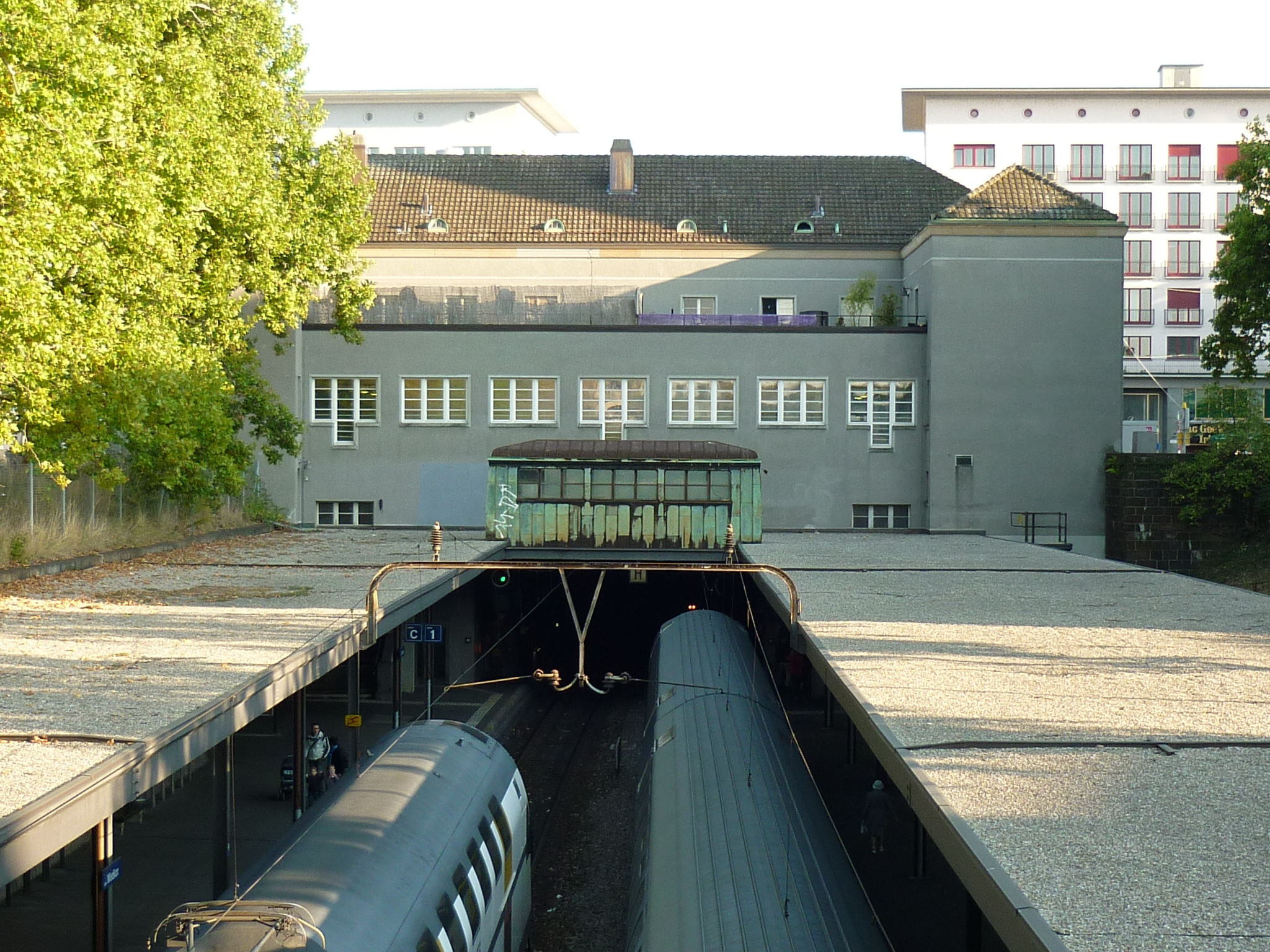
Reiterbahnhof Zürich-Wiedikon